# 美魔女
美魔女（びまじょ）は、光文社『美STORY/美ST』による日本語造語。中年以上の一般女性が「魔法をかけているかの様に美しい」と例えたところからきた。『美STORY』が月刊化され、のちに『美ST』へ改称されたのちも、誌面で引き続きこの語が用いられた。2010年（平成22年）光文社は「美魔女」を商標登録した。

## 定義
ブームを仕掛けた『美STORY』は「年齢という言葉が無意味なほどの輝いた容姿」「経験を積み重ねて磨かれた内面の美しさ」「いつまでも美を追求し続ける好奇心と向上心」「美しさが自己満足にならない社交性」という条件を備えた"エイジレスビューティー"な女性を「美魔女」と定義。しかし、一部では単に「年齢を感じさせない若さを保っている大人の女性」という意味で使われた。

## 概要

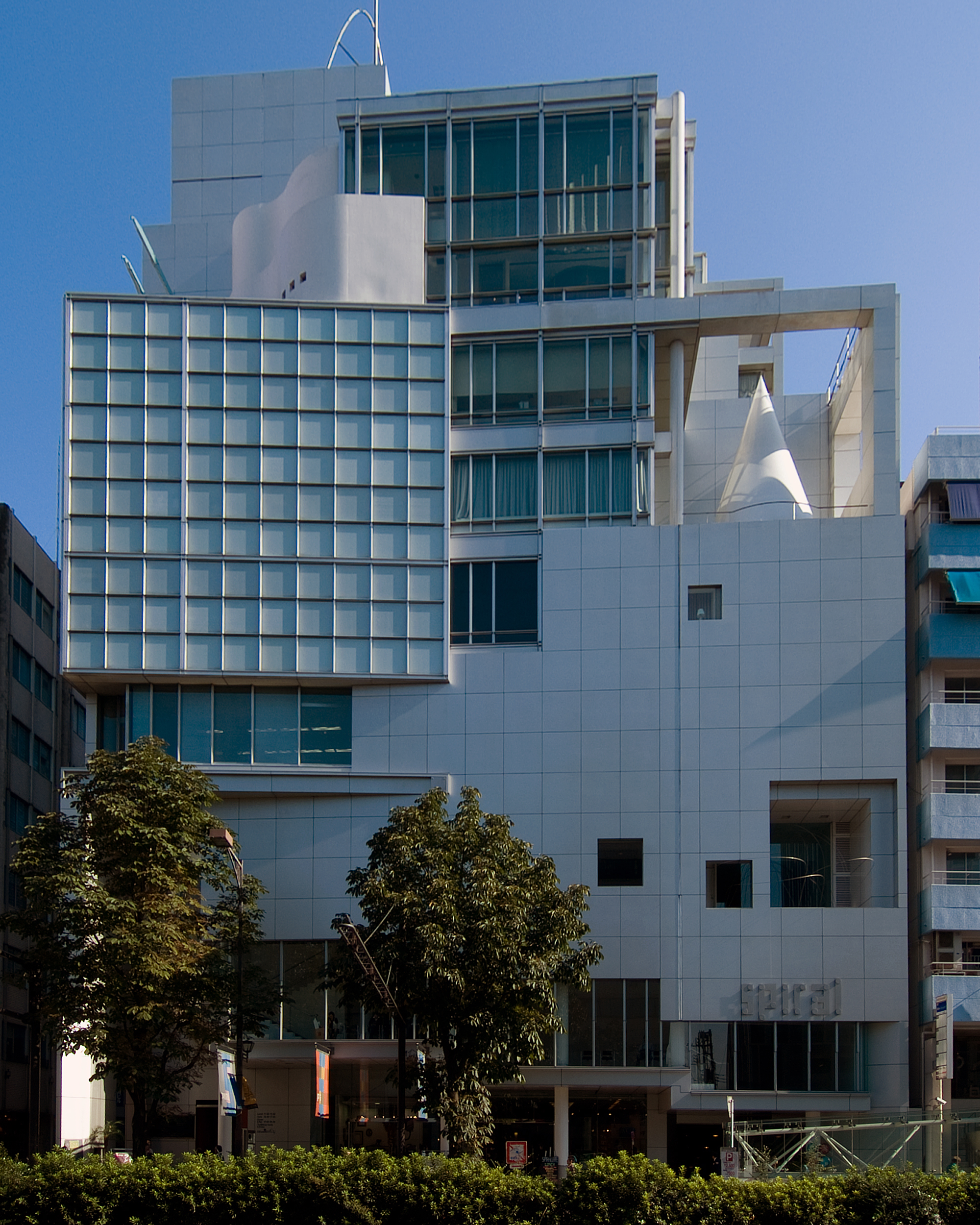
第1回（2010年）「国民的美魔女コンテスト」の会場となった青山スパイラルホール（東京・南青山）

2008年（平成20年）11月、光文社『美STORY』創刊準備号にて、「美魔女」という語が初めて登場。2009年（平成21年）8月頃には、『美STORY』は、40代の女性に必要なのは「美しくなる為の方法」「内側から美しくなる食事」「美しさをキープする習慣」であると提案した。『美STORY』が季刊誌から月刊誌になることを機に立ち上げられたウェブサイト上で、“7人の美魔女会議”というブログがスタートした頃から、美魔女という言葉が広まっていった。その7人は、松島三季、水谷雅子、吉田貴子、上田実絵子、吉田真希子、山本未奈子、潤子ララビュール。
ブームのきっかけとなったのは、同誌の編集長・山本由樹が仕掛けた「国民的美魔女コンテスト」だった。2010年（平成22年）11月に開催されたコンテストには、全国から35歳以上の女性が約2,500人集まり、テレビ番組などで取り上げられた結果、「美魔女」という言葉の認知度を一気に上昇させた。
実業家の藤田康人は、『美STORY』編集長・山本由樹のブームの仕掛け方が巧妙であったと述べている。まず、雑誌というブランド力と信憑性の高いメディアから"美魔女"という話題性のある言葉を発信し、実際にコンテストを開催することで、その話題性を急増させた。そして、次にウェブという情報拡散性の高いメディアで読者を投票や書き込みという行為でコンテストに擬似参加させる仕組みは最先端の統合的なマーケティングコミュニケーションの事例といえる、と批評した。また、雑誌の発行部数減少や広告不振など、雑誌というメディアの存在意義そのものが問われていると危機感を持ちながらも、新しい方向性が見出せない業界にとって、この山本の「美魔女ブーム」の仕掛け方は、雑誌メディアの今後のビジネスモデルの新しい形を示しているのではないかとも語った。

### 年表
- 2008年（平成20年）11月 - 『美STORY』（光文社）創刊準備号に「美魔女」という語が初めて登場。
- 2009年（平成21年）8月頃 - 『美STORY』が、40歳代の女性に必要なのは「美しくなる為の方法」「内側から美しくなる食事」「美しさをキープする習慣」であると提案。
- 2010年（平成22年）
  - 4月8日 - 光文社が商標「美魔女」の登録を出願。[10]
  - 8月13日 - 登録商標「美魔女」の成立／登録番号は第5346003号。存続期間満了日は2020年8月13日。[10]
  - 8月 - 光文社『美STORY』公式ウェブサイト開設、サイト内ブログ「国民的美魔女コンテスト」開設[11]。
  - 11月 - 東京南青山で、「美STORY」主催第1回「国民的美魔女コンテスト」開催[11]／全国から35歳以上の女性が約2,500人が集まり「美魔女」という語の認知度が急上昇[11]。
- 2011年（平成23年） - 株式会社バシャールの登録商標「美魔女サロネーゼ」の成立／第5480782号。
- 2013年（平成25年）10月 - この時期、タイトルに「美魔女」が入る書籍は20冊を超えた[11]。